# ساکارکندلا
ساکارکندلا (به انگلیسی: Savarkundla) یک منطقهٔ مسکونی در هند است که در شهرستان امرلی واقع شده‌است. ساکارکندلا ۷۳٬۶۹۵ نفر جمعیت دارد.